# 50-50俱樂部
50-50俱樂部（英語：50-50 club），是指MLB球員在單一球季例行賽中完成50支全壘打與50次盜壘的紀錄。在大聯盟百年的歷史中，目前只有1位球員完成此項紀錄，即國家聯盟洛杉磯道奇大谷翔平。
2024年9月20日（美國時間：9月19日）大谷翔平成為大聯盟史上第一位也是唯一一位單季最快150場達成50轟與50盜的球員。
對於大聯盟而言，球季的全壘打數30到40是個門檻，40到50則是艱難的挑戰。放眼MLB百年歷史，只有33位球員達到50轟以上的成績就可以知道其難度。而這些曾經打出過50發以上全壘打的強打，最高的盜壘紀錄是24次。因為全壘打的數量增加，將導致可以盜壘的次數減少。除此以外，道奇隊前球星格林（Shawn Green）於大谷2024年9月19日首次開啟MLB"50-50俱樂部"里程碑後，表示「追逐50-50紀錄時，每次上壘，對方都認為他會跑。每次他站上打擊區時，對方會擔心他會擊出全壘打，能在對手如此專注於阻止他完成兩件事的情況下，仍然做到這一點，真的很驚人。」

## 名單
| 球員姓名 | 球隊       | 年度   | 全壘打 | 盜壘 | 附註 | Ref. |
| -------- | ---------- | ------ | ------ | ---- | ---- | ---- |
| 大谷翔平 | 洛杉磯道奇 | 2024年 | 54     | 59   |      |      |

## 外部連結
- Baseball-almanac.com - 50-50俱樂部 （页面存档备份，存于）